# Moravský Písek (stacja kolejowa)
'Moravský Písek – stacja kolejowa w miejscowości Moravský Písek, w kraju południowomorawskim, w Czechach. Znajduje się na linii kolejowej Brzecław – Przerów. Znajduje się na wysokości 180 m n.p.m..
Na stacji istnieje możliwości zakupu biletów i rezerwacji miejsc.

## Linie kolejowe
- 330 Přerov - Břeclav
- 342 Bzenec - Moravský Písek